# Belleville-sur-Vie
Belleville-sur-Vie è un comune francese soppresso e frazione del dipartimento della Vandea nella regione dei Paesi della Loira. Dal 1º gennaio 2016 si è fuso con il comune di Saligny per formare il nuovo comune di Bellevigny.

## Società

### Evoluzione demografica
Abitanti censiti